# Château de Bussy-Rabutin
El château de Bussy-Rabutin o château de Bussy-le-Grandes un  château renacentista de Francia construido originalmente en los siglos XII y XIV, en Bussy-le-Grand, en el departamento de Côte-d'Or (región de Borgoña-Franco Condado). El château fue objeto de una clasificación en el título de los monumento histórico por la lista de 1862 y el dominio fue clasificado monumento histórico el 29 de marzo de 2005. Asimismo, el château fue distingdio con la etiqueta Maisons des Illustres ('Casas de los Ilustres'). Es propiedad del Estado desde 1929, con un centenar de otros monumentos, y es administrado y animado por el Centro de los monumentos nacionales del Ministerio de Cultura.

## Historia
En el siglo XII el señor Renaudin de Bussy hizo construir una casa-fuerte en lo que hoy es el pueblo de Bussy-le-Grand en un valle arbolado del Auxois a pocos kilómetros de Alésia/Alise-Sainte-Reine, de la abadía de Fontenay y del château de Montbard.
Se reconstruyó en el siglo XIV en un château residencial y después fue rehecho en los reinados de Enrique II y Luis XIII. El castillo fue propiedad de muchas familias a lo largo del tiempo.

Vistas exteriores
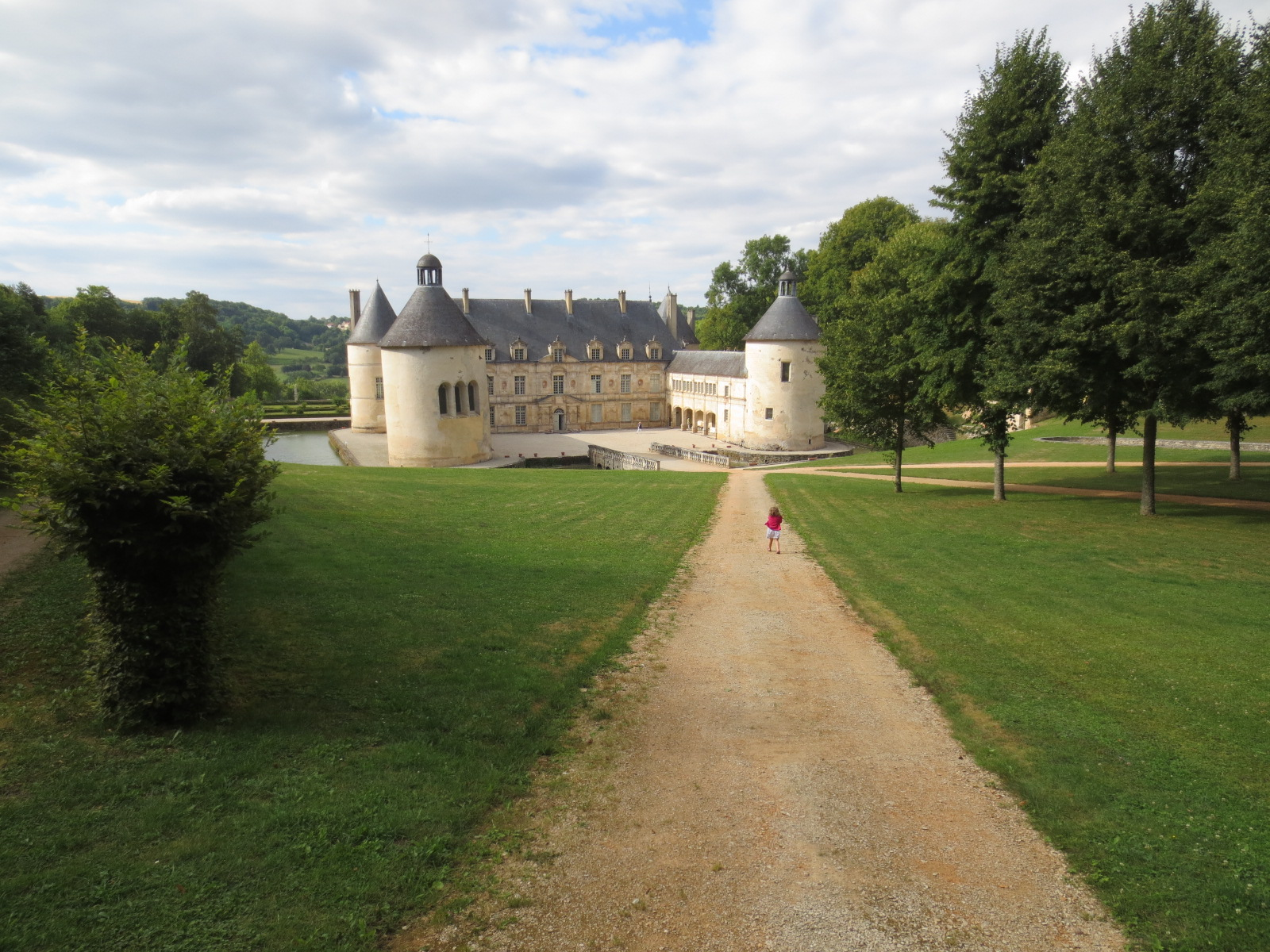
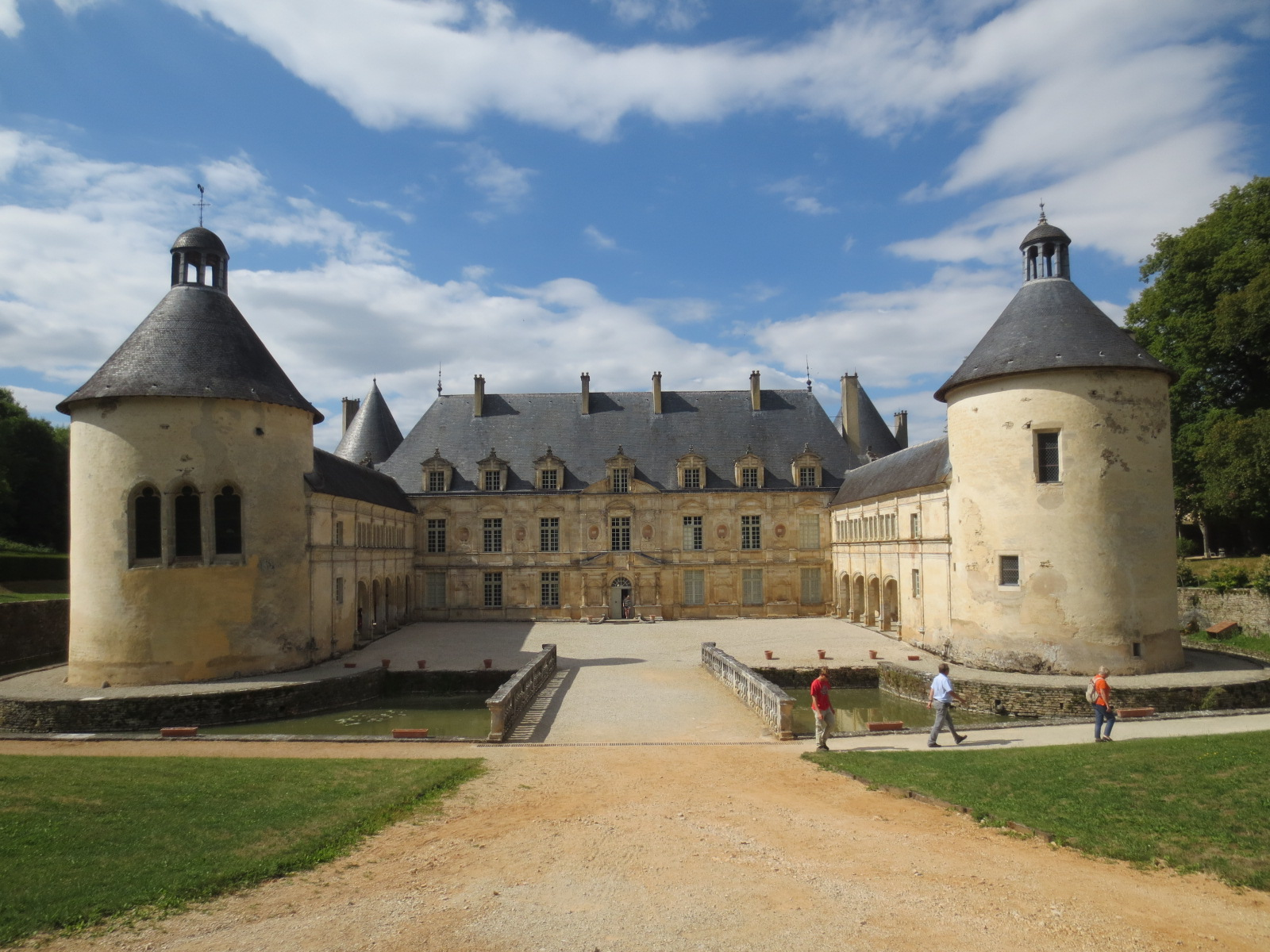
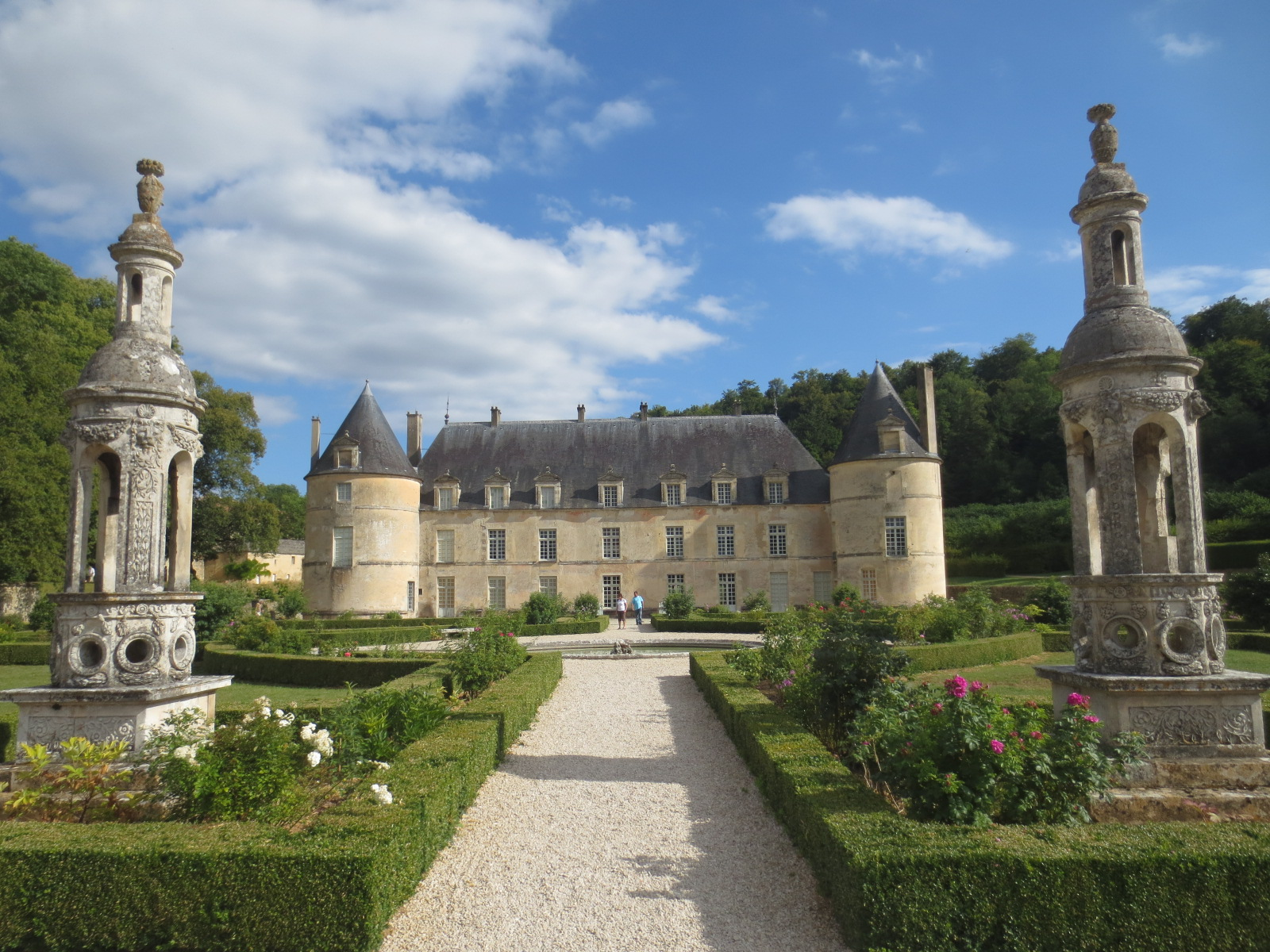
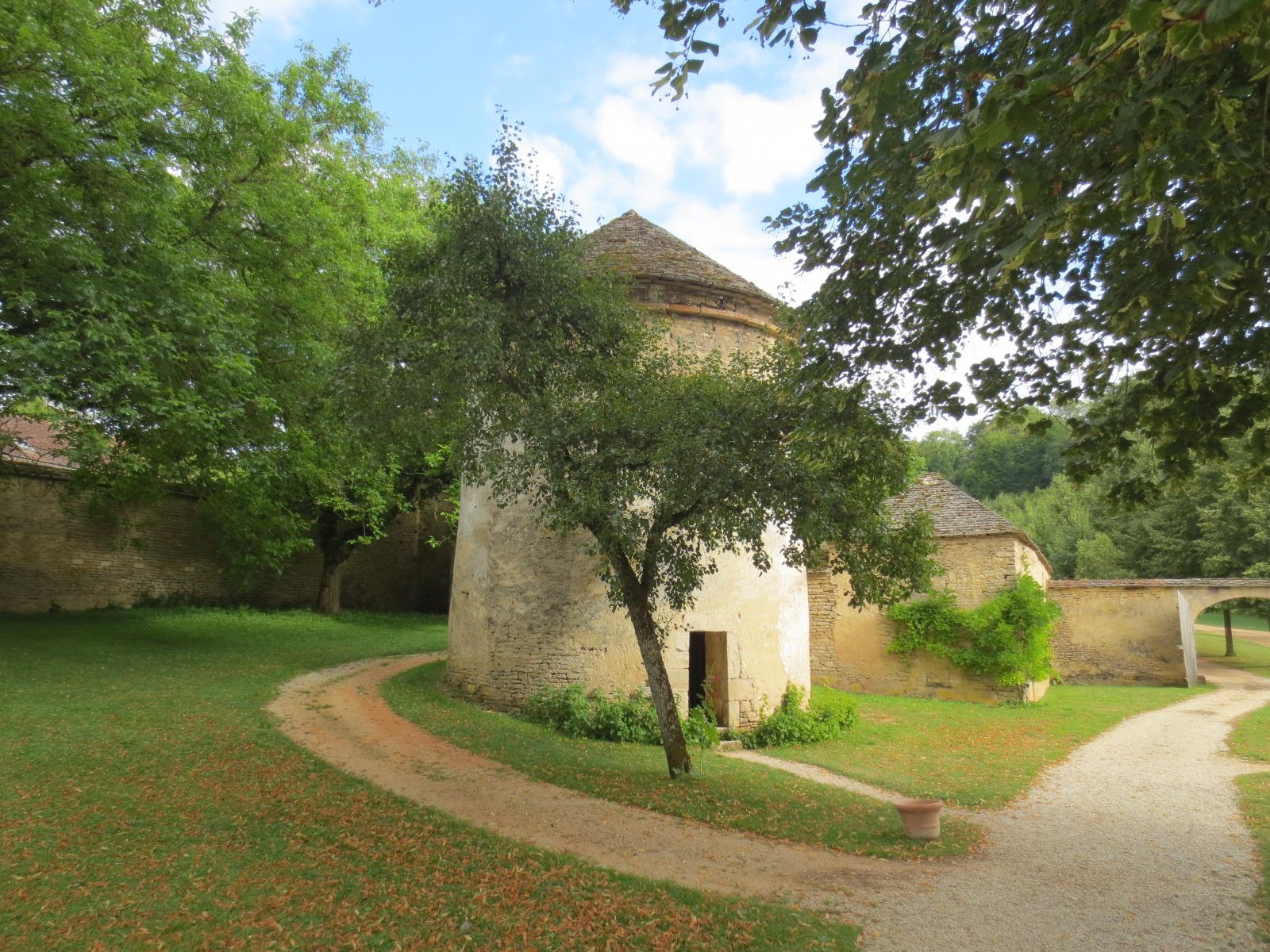

### Roger de Bussy-Rabutin

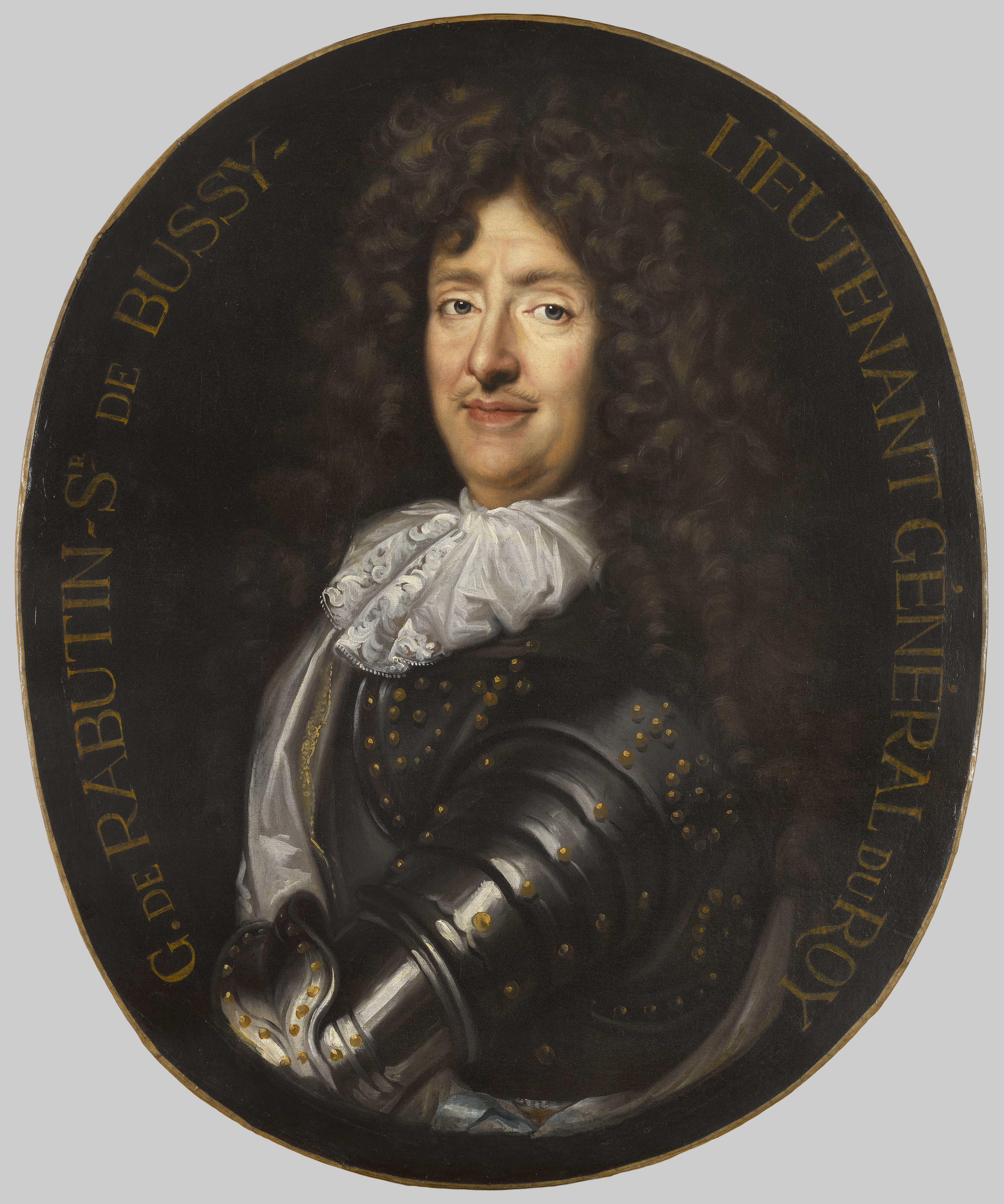
Roger de Bussy-Rabutin (1618-1693)

El propietario más famoso del lugar fue el conde de Bussy Roger de Bussy-Rabutin (1618-1693), general de las armadas reales del rey Luis XIV, cortesano de la cour de France, filósofo y escritor epistolar, panfletario, la satírico y libertino y miembro de la Académie française.
En la Pascua de 1659, el conde de Bussy-Rabutin tomó parte en una orgía en su castillo de Roissy, donde criticó injuriosa y escandalosamente las mœurs (costumbres) de la corte, al rey y a la familia real (más adelante descritas en su obra «Histoire amoureuse des Gaules» [Historia amorosa de los galos]. Fue luego condenado, tres meses más tarde, a un primer exilio de la corte de Francia por el joven rey Luis XIV, en el castillo de la familia en Bussy de su dominio de Borgoña.
En 1660, incorregible, escribió sin querer publicarlo su panfleto satírico y calumnioso «Histoire amoureuse des Gaules», crónica acerca de las travesuras de algunos personajes de la corte y sobre el primer amor del joven Luis XIV y de María Mancini (sobrina del cardenal/primer ministro Jules Mazarin) que puso en ridículo, para entretener a su amante la marquesa de Montglas y a algunos de sus amigos. La intrigante marquesa de la Baume hizo copiar el trabajo en secreto, luego difundió su publicación en abril de 1665 en Lieja, a espaldas del autor.
La escandalosa obra llegó a la corte y el joven rey hizo arrestar  al autor en 1666, le destituyó de todos sus cargos y le hizo encerrar 13 meses en la Bastilla (justo cuando acababa de ser elegido miembro de la Académie française) antes de enviarle al exilio y desgraciar su vida, por segunda vez, en su castillo en Borgoña, donde pasó los últimos diecisiete años de su vida.
El conde escribió luego sus memorias, produjp una muy importante correspondencia por cartas con sus amigos y, en particular, con su prima Madame de Sévigné  (madre de Madame de Grignan), con quien compartía el placer de la escritura, en la que descubrió el talento literario y quien inventó la palabra «rabutinage» para describir el espíritu de su familia.
Para ilustrar su vida, hizo decorar su château con más de 500 retratos pintados comentados de los miembros más importantes de la corte francesa que él había frecuentado y que le faltaban, y de muchos retratos de las damas que amó durante su vida.
En 1683 el soberano le perdonó finalmente permitiéndole asistir a su levantamiento (uno de los momentos más envidiados de la vida de la corte).
En 1835 el conde Jean-Baptiste-César Sarcus (1787-1875, padre del barón Charles-Marie de Sarcus) compró el château que hizo clasificar como Monumento Histórico en 1862. Emprendió su restauración preservando el trabajo integral de Roger de Rabutin. La familia de los condes de Sarcus hizo instalar entre otros un emblema con las armas de la familia sobre la puerta principal del castillo e instalar en el jardín francés dos estatuas: Cibeles y su cuerno de la abundancia y Juno y su pavo real.
En 1929 el castillo fue adquirido por el Estado: desde entonces ha sido administrado y animado por el Centre des monuments nationaux del Ministerio de Cultura.

## Arquitectura y decoración
En el château de Bussy-Rabutin conviven partes de varias épocas y estilos: su fachada data del siglo XVII, la planta baja corresponde a Luis XIII y las plantas de piso son de 1649. El patio de honor está rodeado de galerías decoradas en el típico estilo renacentista francés y los tejados son de pizarra. La decoración interior rica y original es la obra integral del escritor Roger de Bussy-Rabutin.
- Galería de los reyes de Francia y de los duques de Borgoña
- Antecámara de los Hombres de Guerra  (con 65 retratos de los grandes capitanes de la corte)

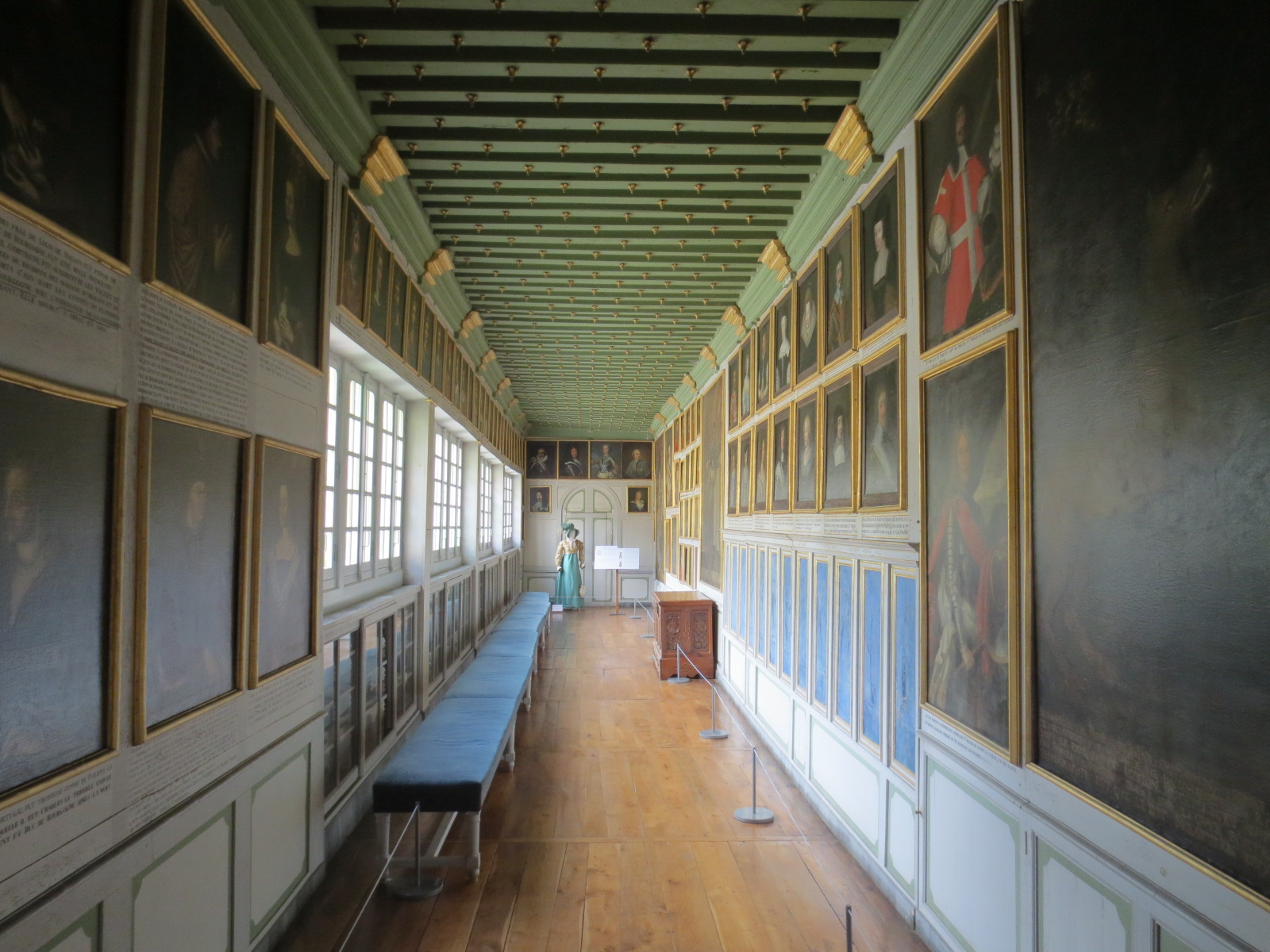
Galerie des rois
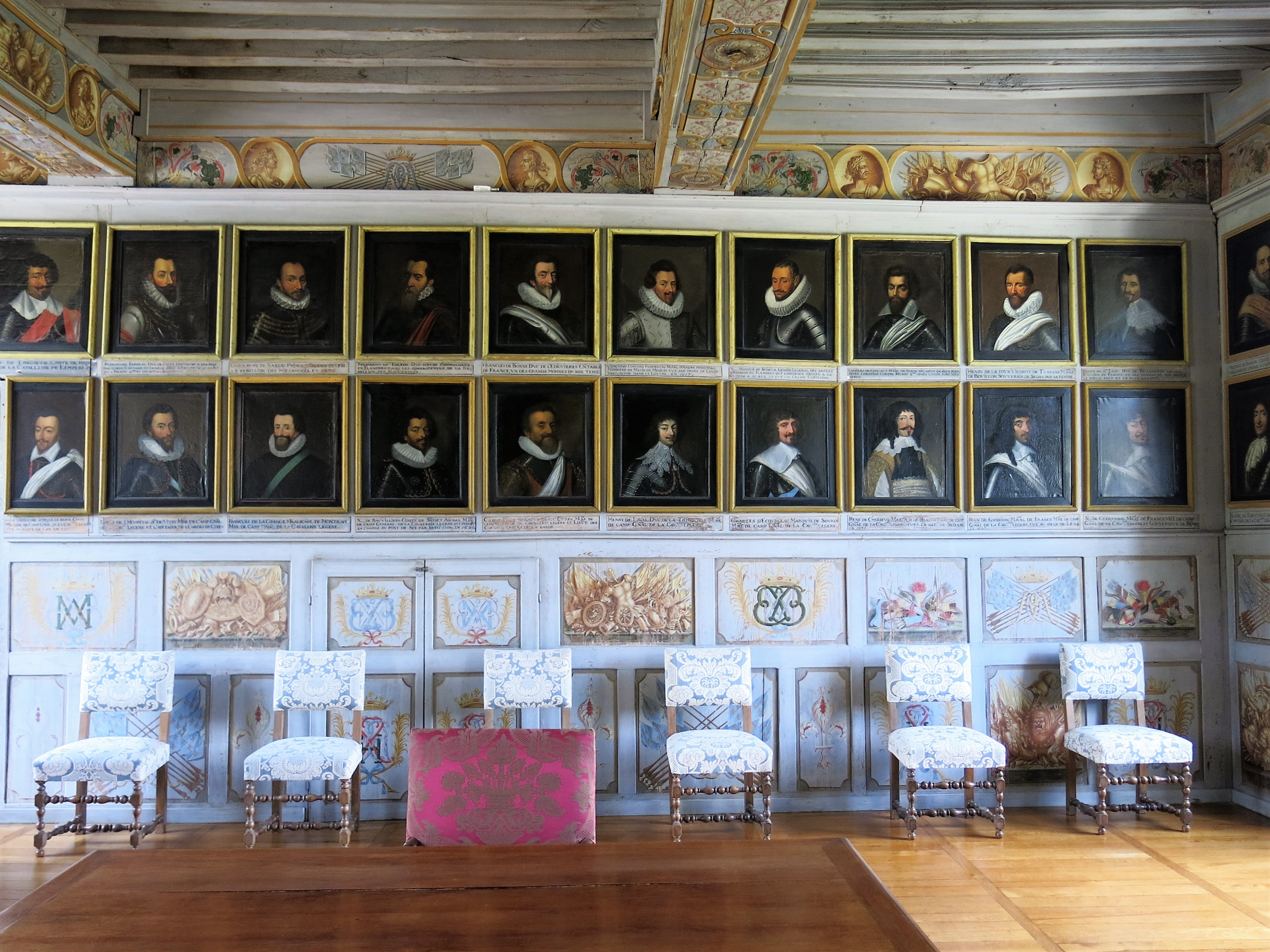
Antecámara de los Hombres de Guerra

- Cámara de Bussy (con 25 retratos de las damas de la corte de Luis XIV)

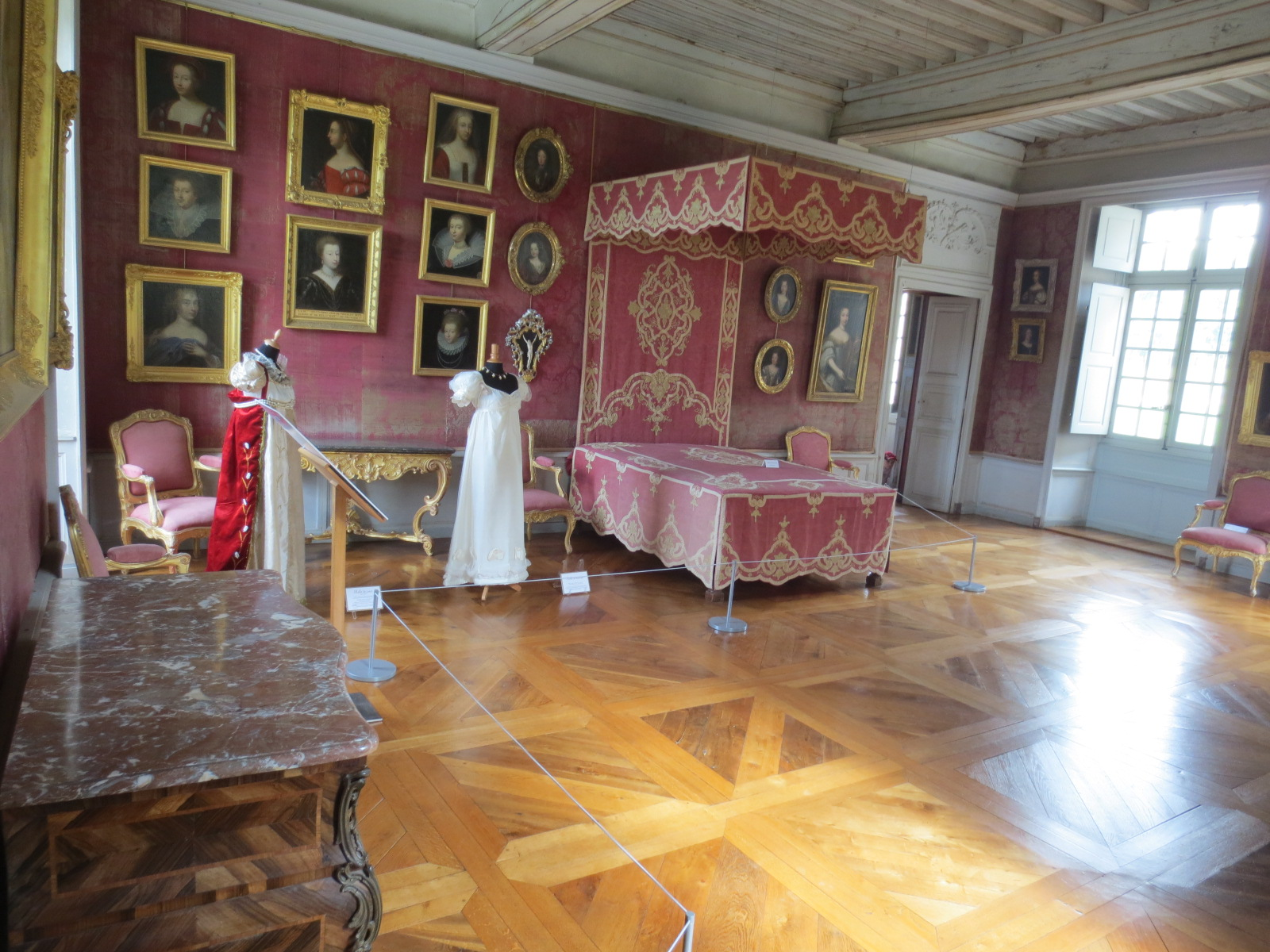
Cámara
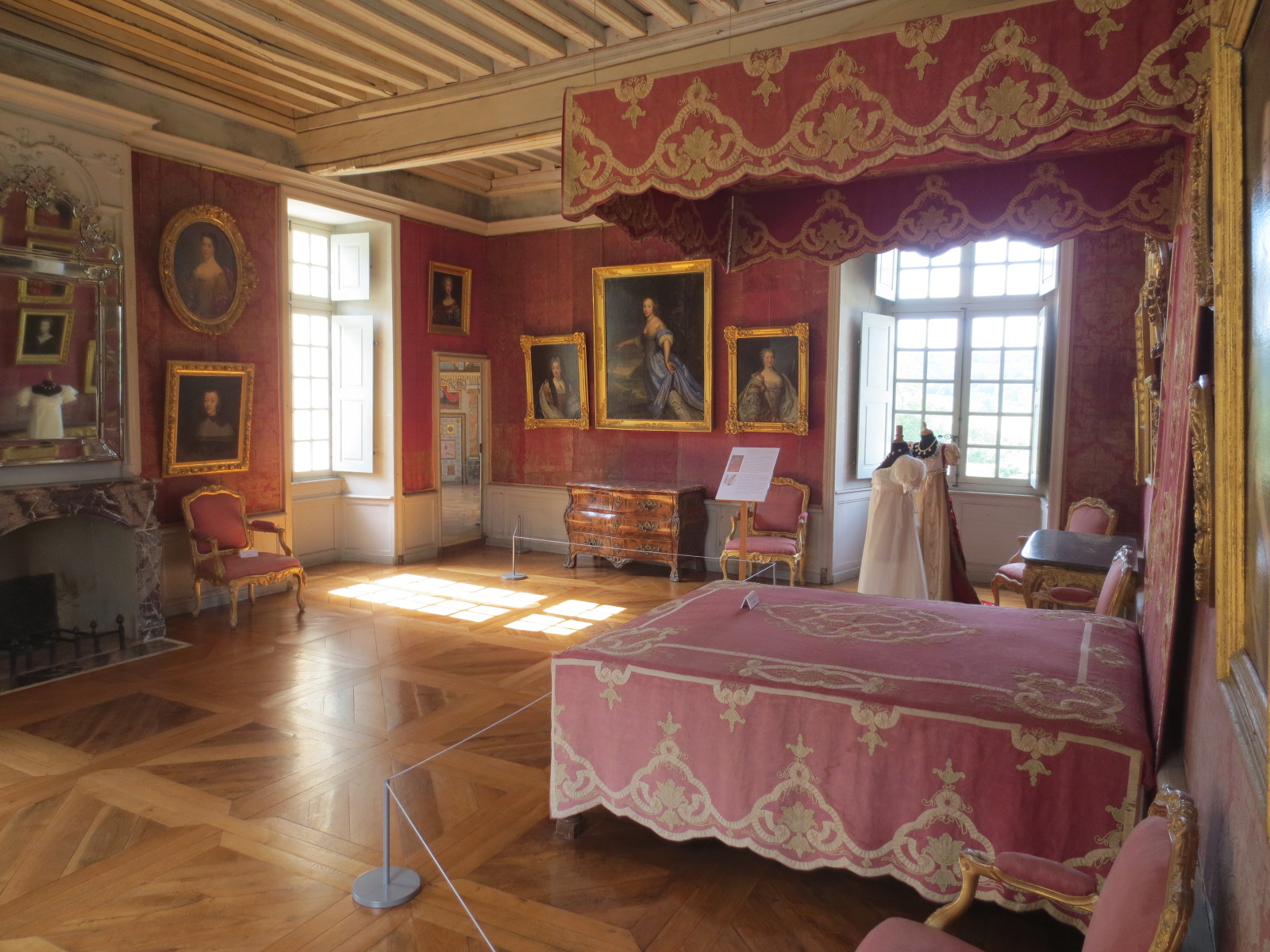
Cámara
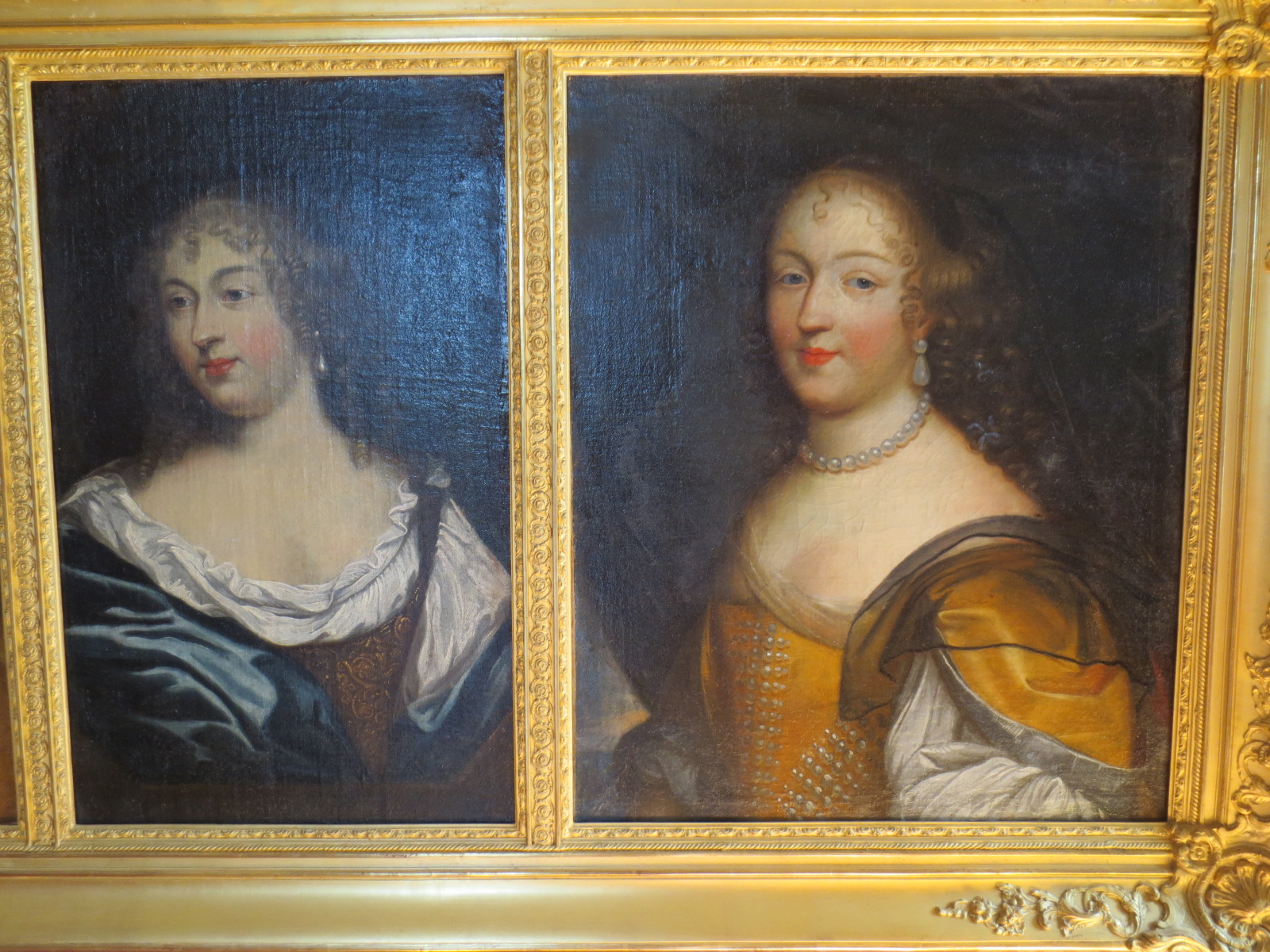
La condesa de Grignan Françoise de Sévigné y la marquesa de Sévigné Marie de Rabutin-Chantal.

- Salón de la torre dorada

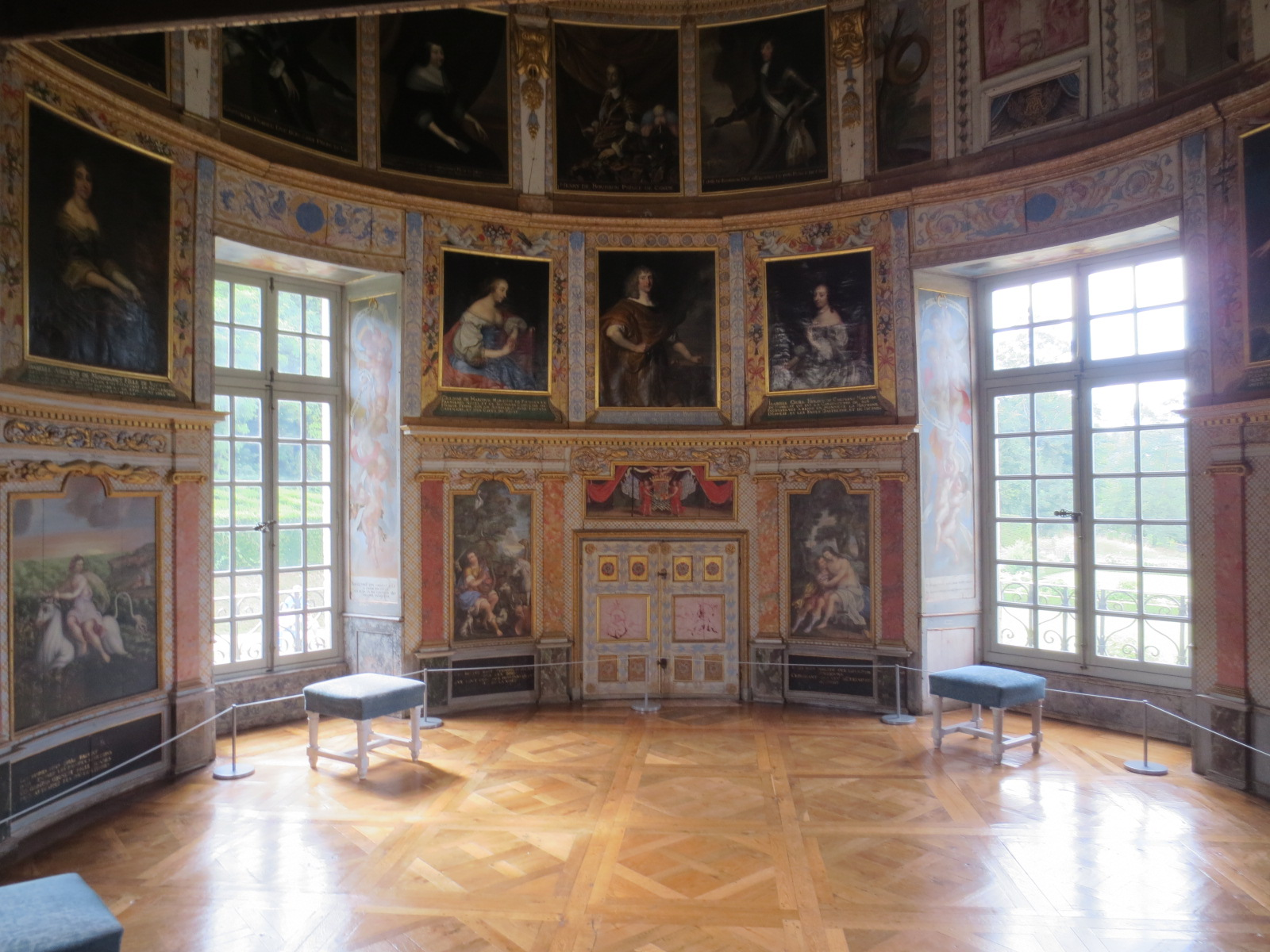
Salón de la torre dorada
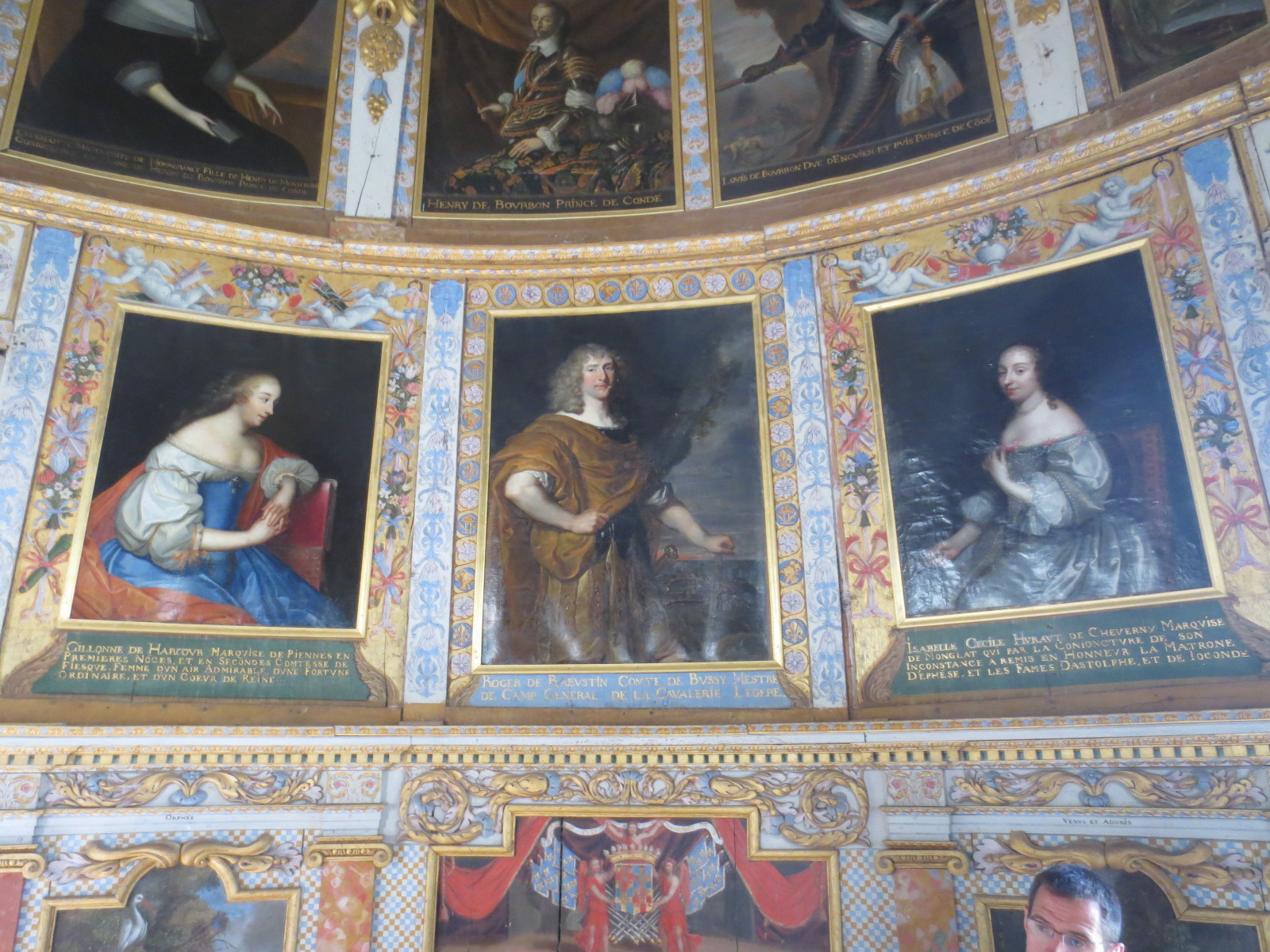
Detalle de las pinturas
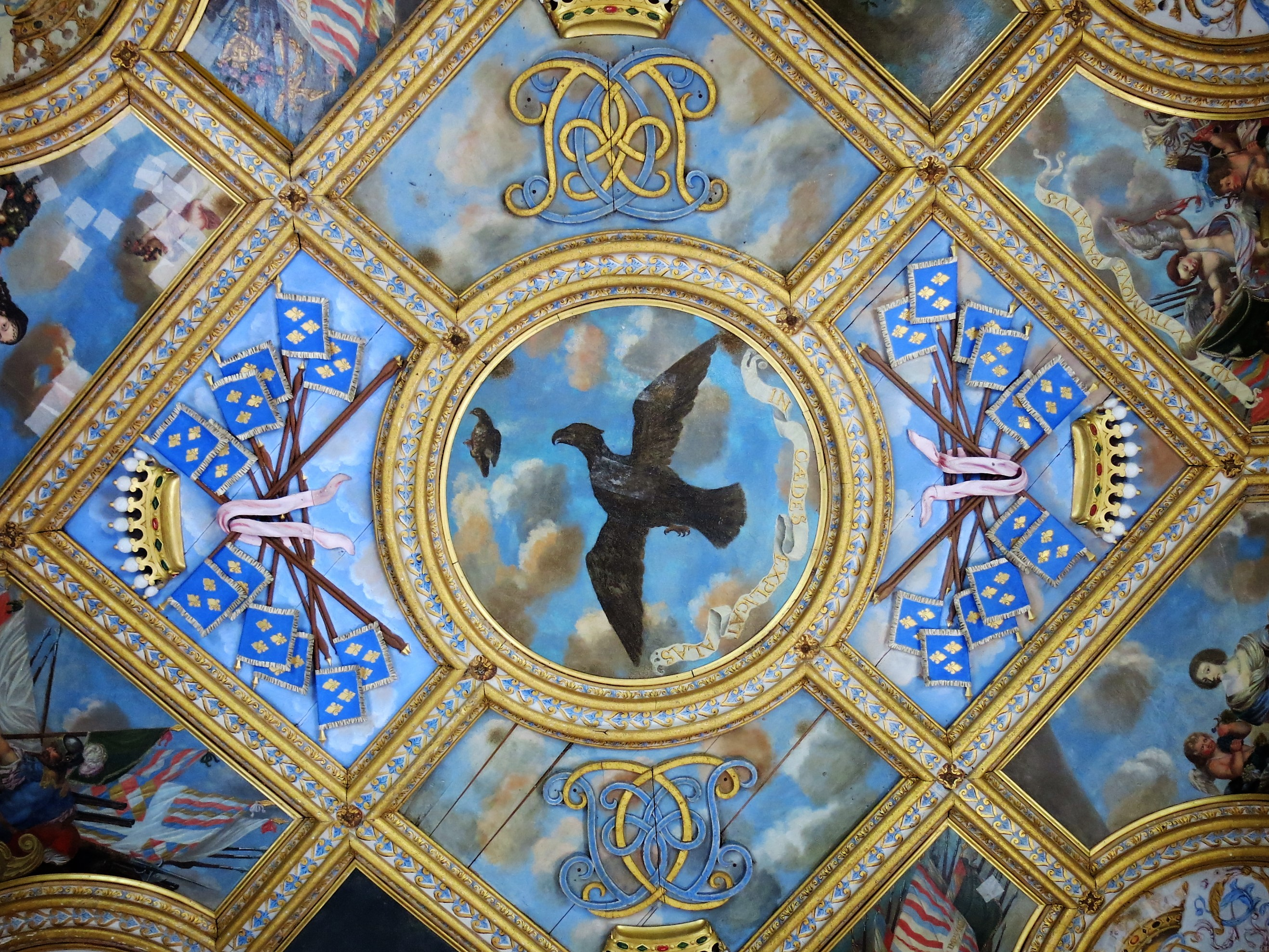
Techo

- Sala de las divisas, con algunos aforismos en latín alusivos a su situación de desterrado y olvidado de su amante. Además de pinturas de varios castillos y residencias reales francesas.

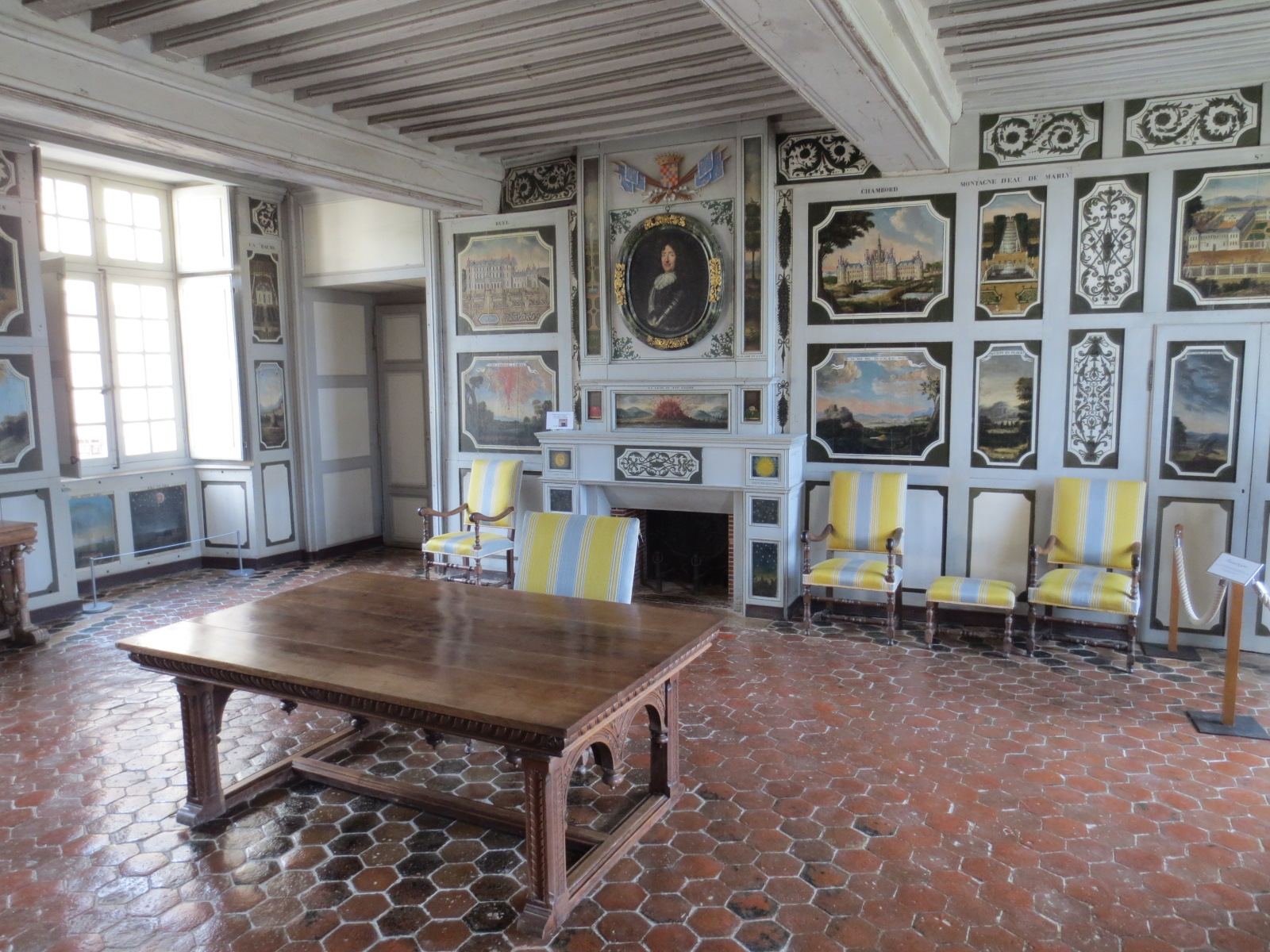
Sala de las divisas
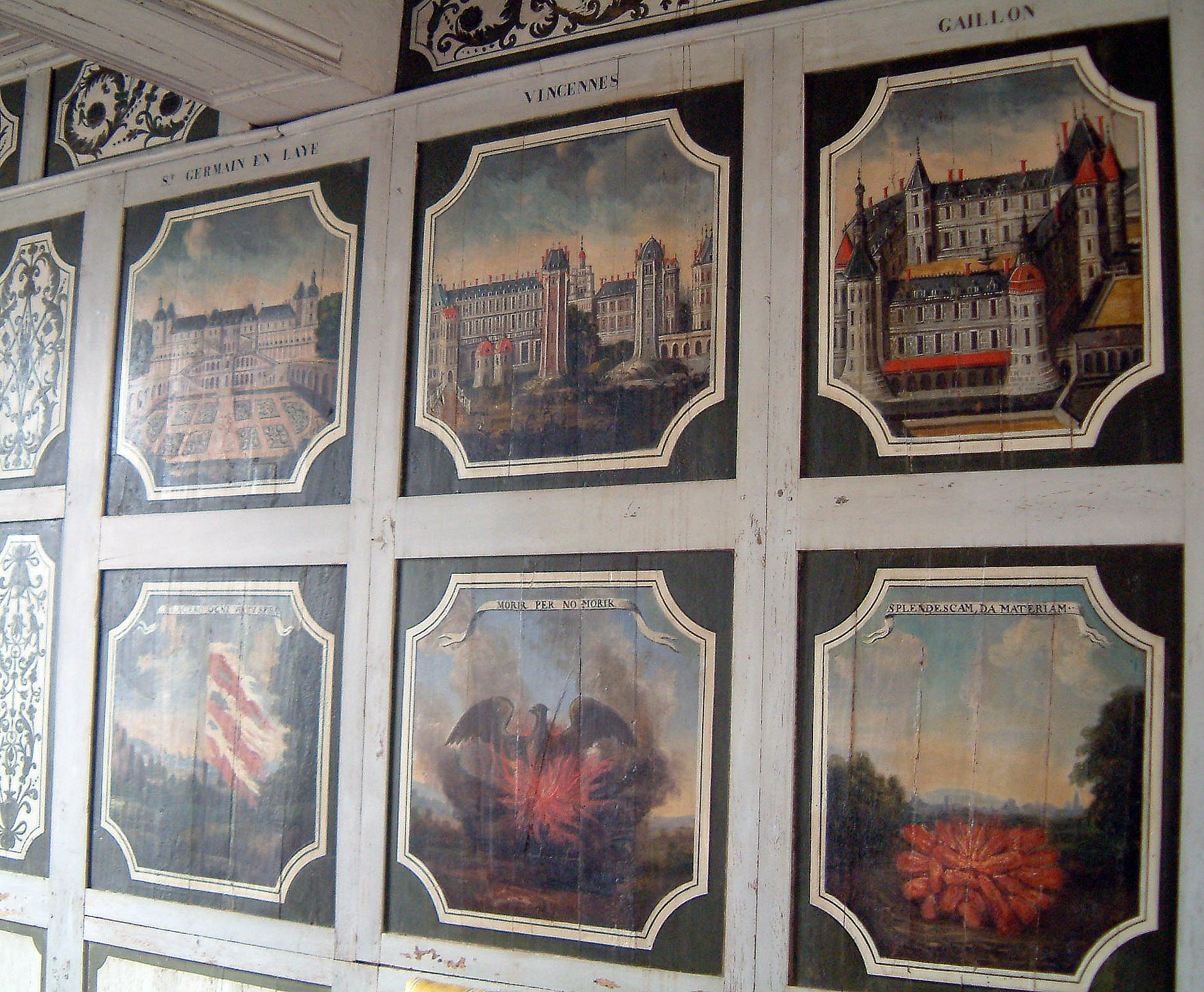
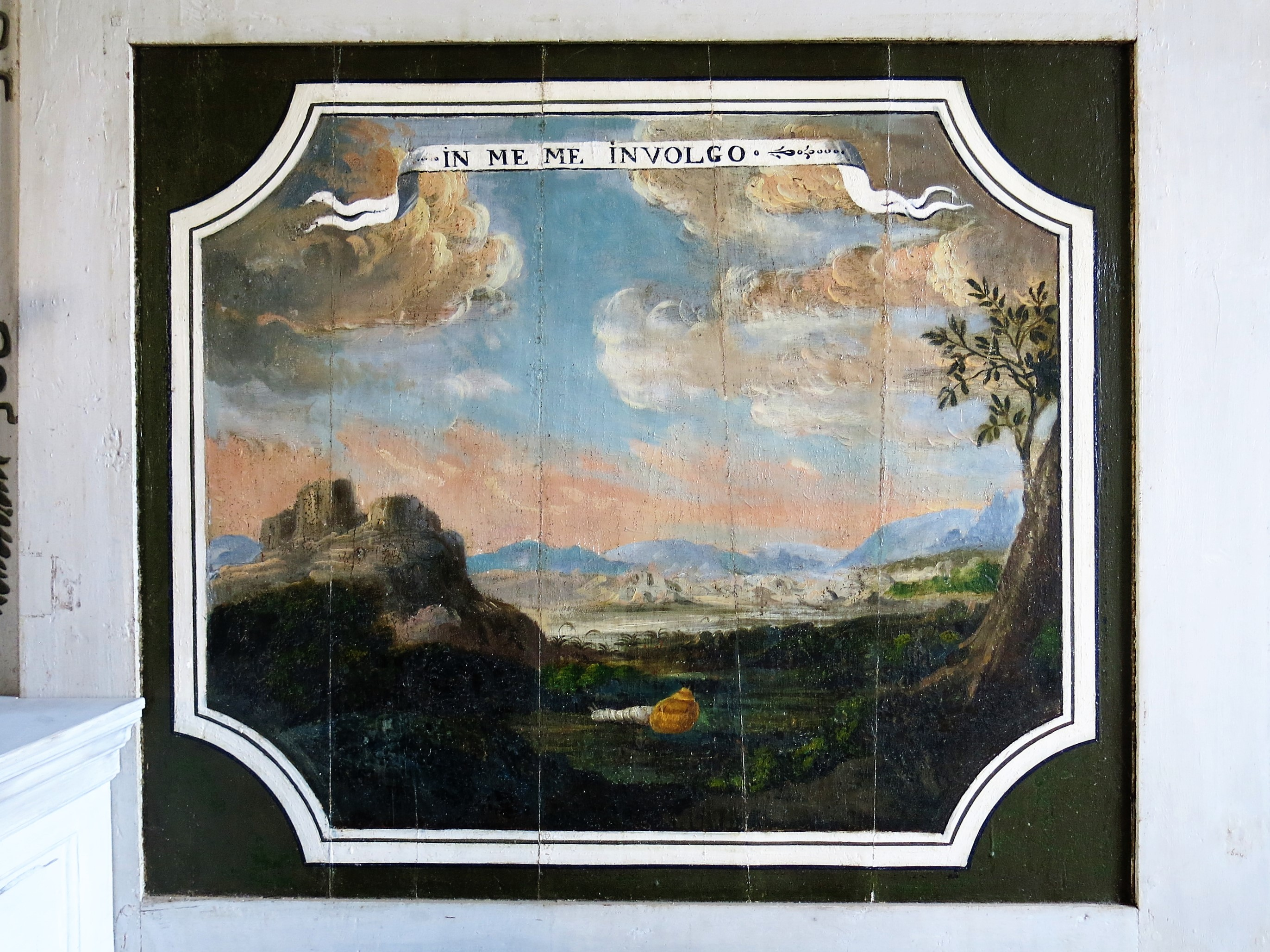
Ejemplo de pintura de divisa
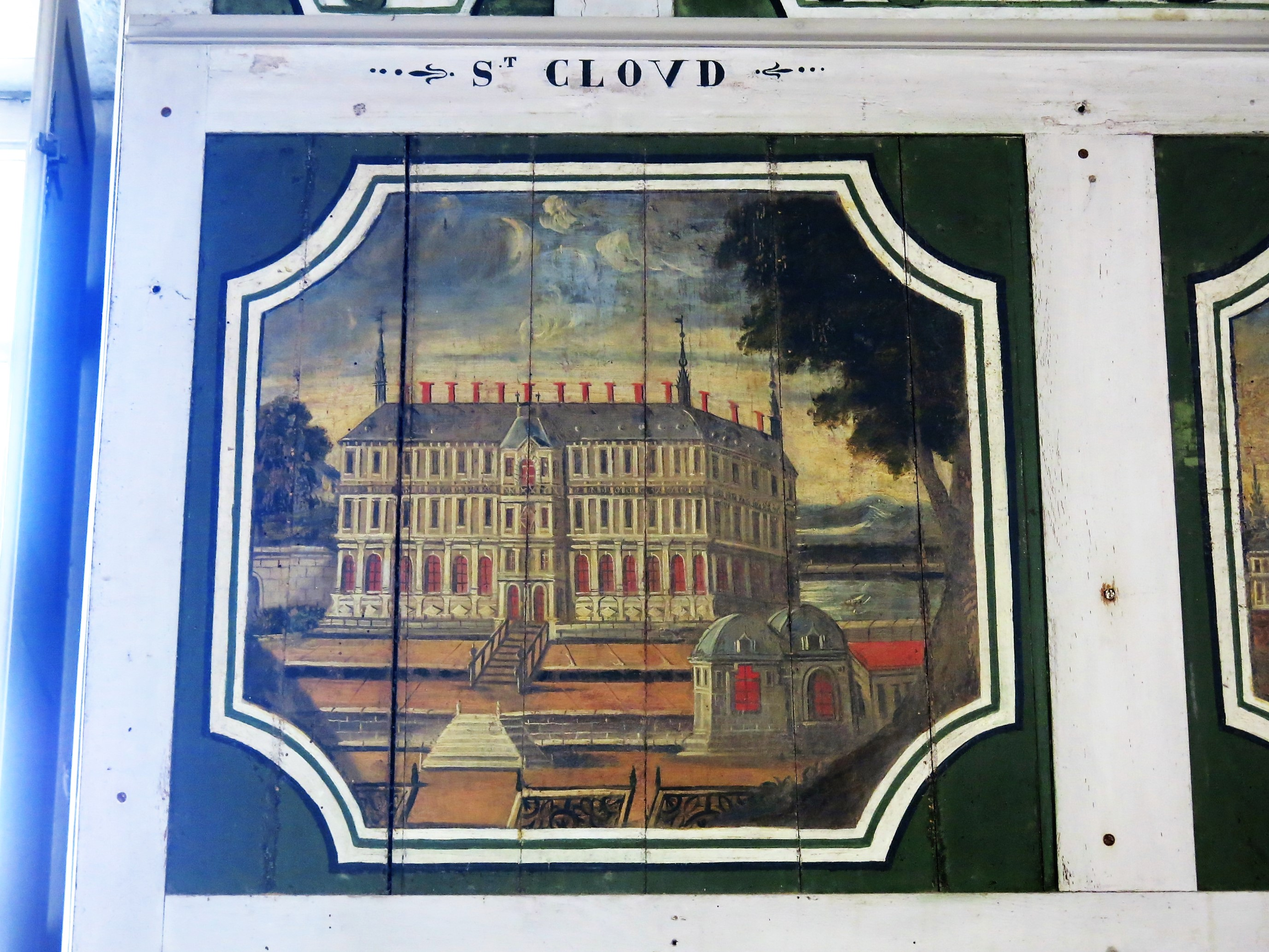
Ejemplo de pintura de château

- Capilla, en una torre redonda
- Cocinas

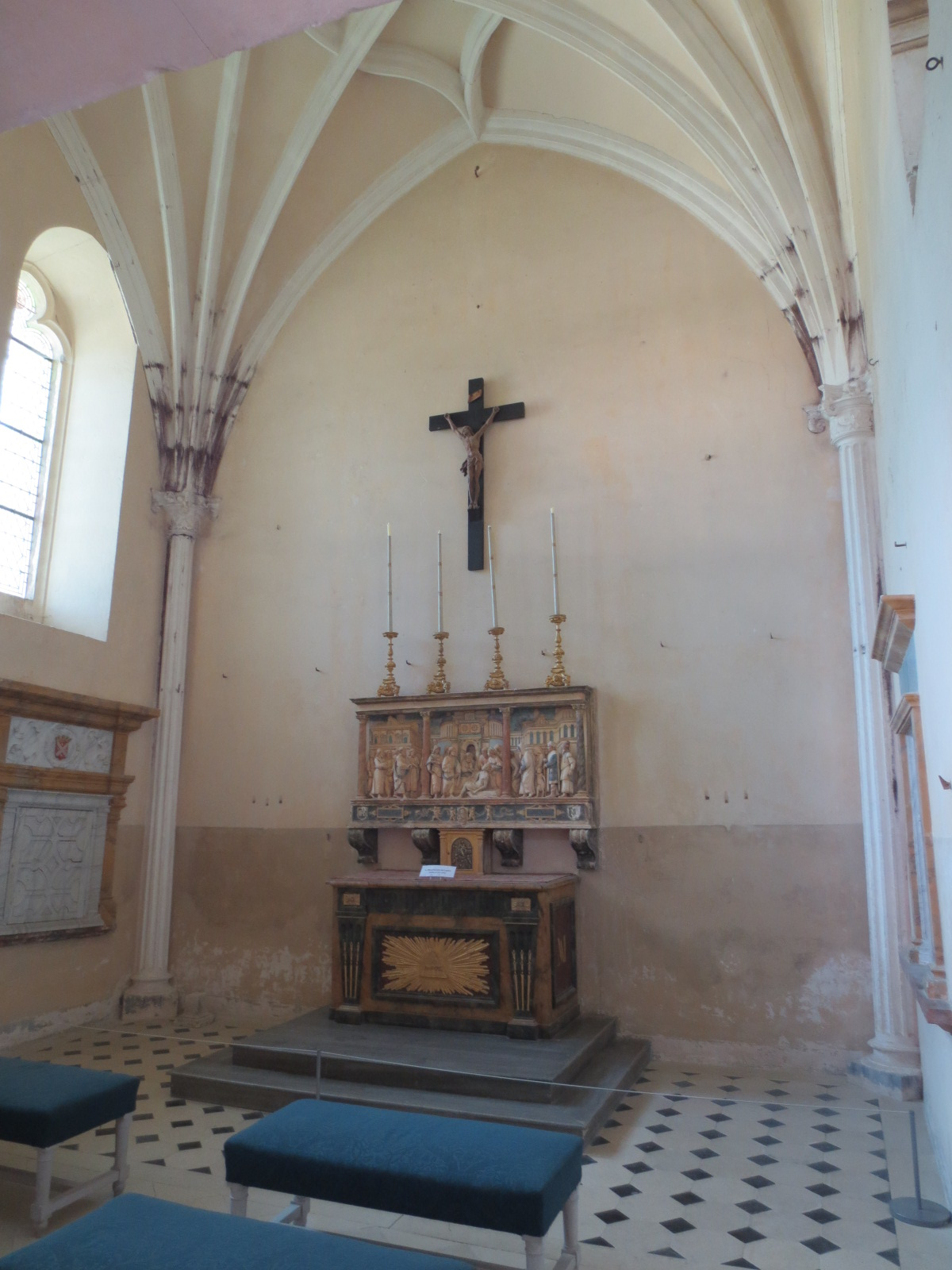
La capilla con un retablo de la resurrección de Lázaro
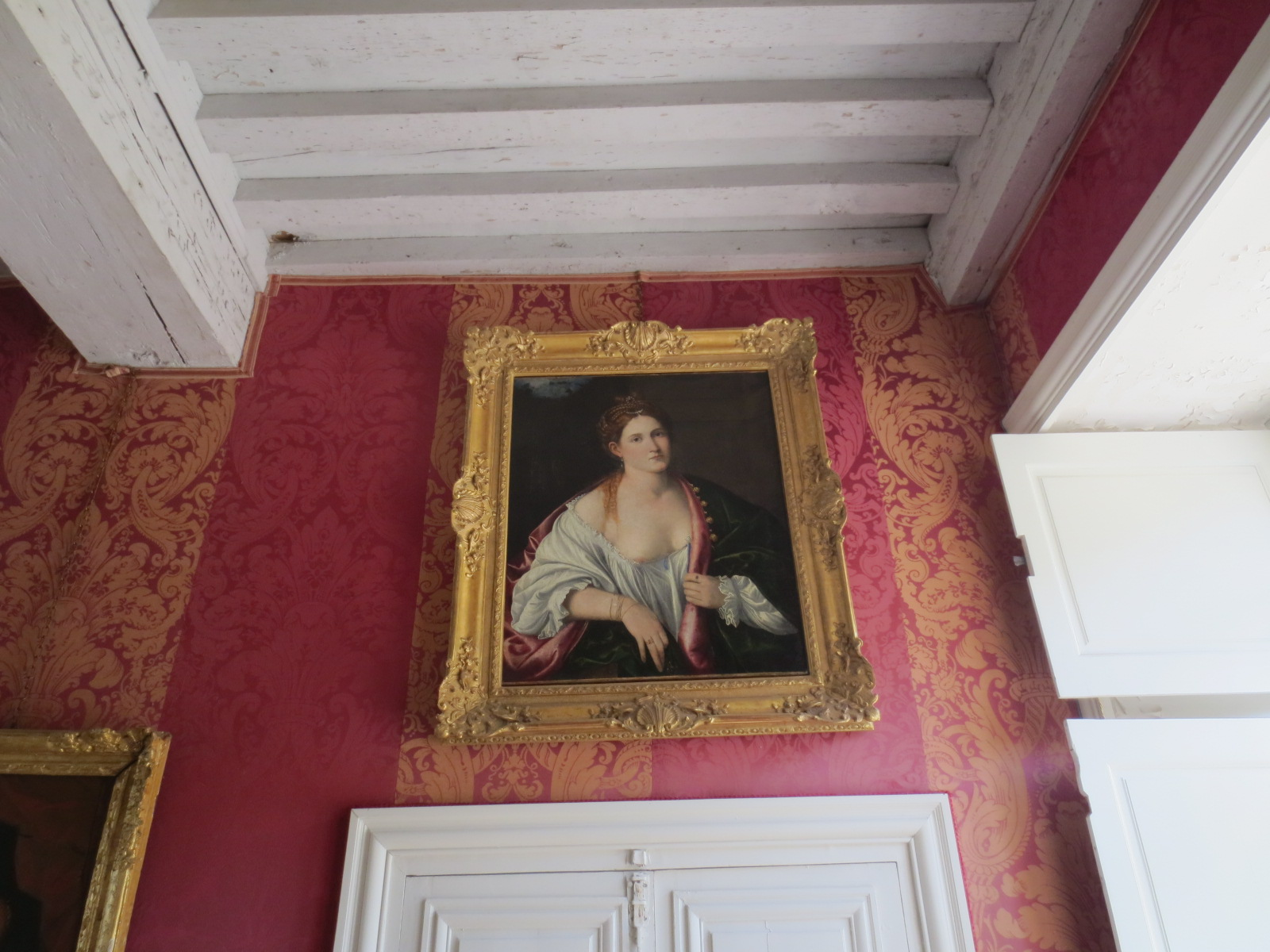
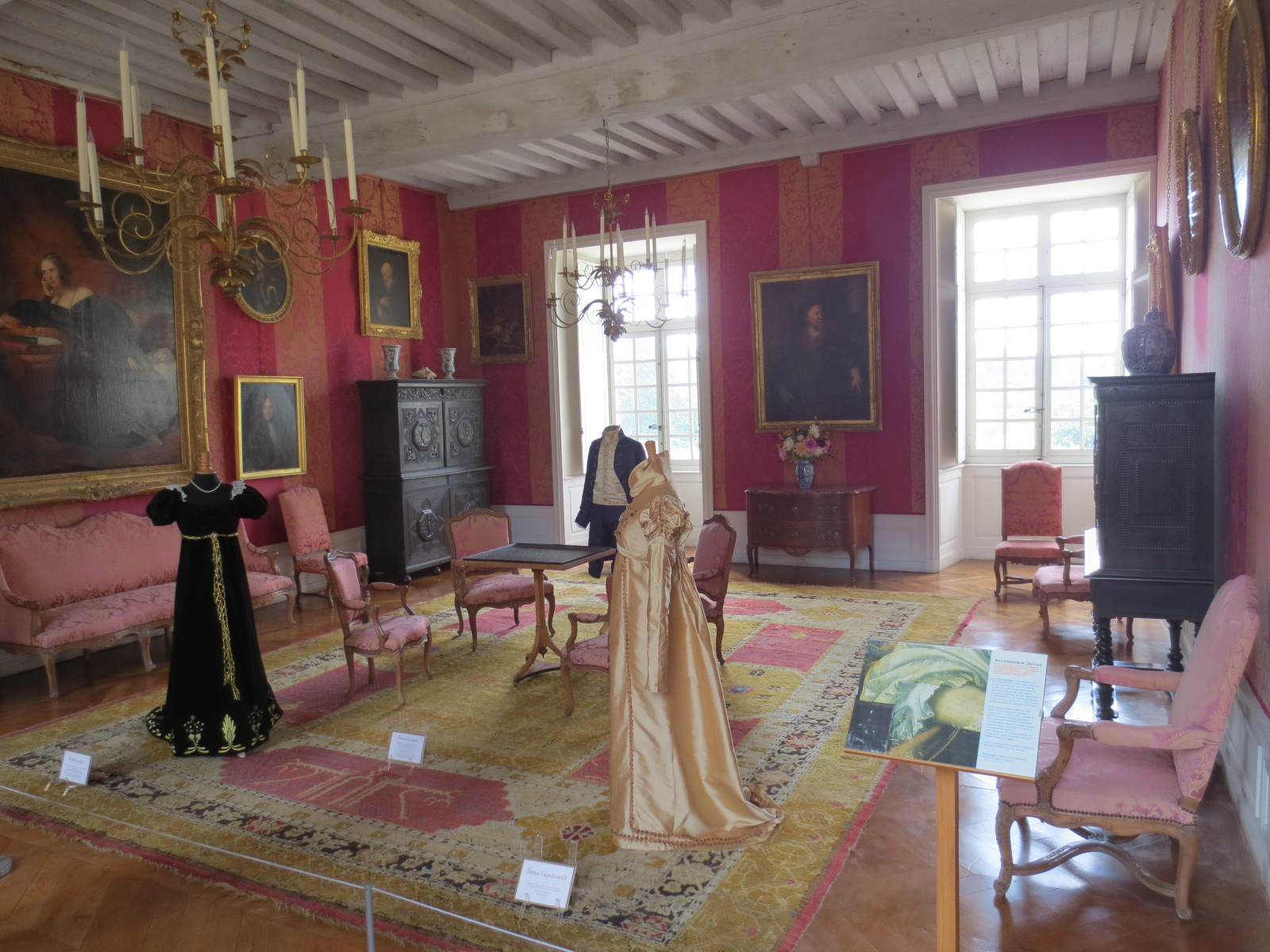
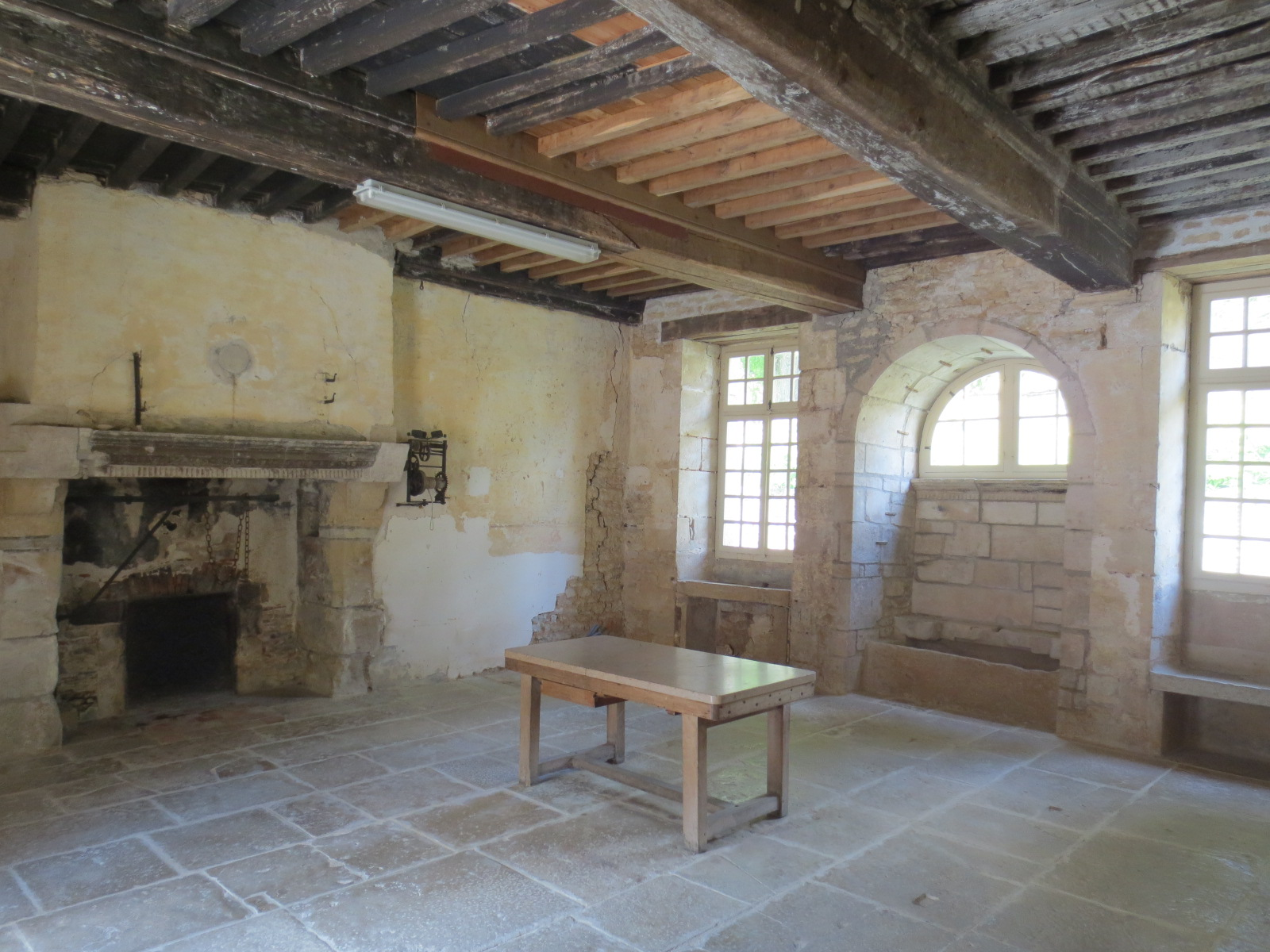

El conde Roger de Bussy-Rabutin hizo decorar muchas salas de su château con muchas pinturas acompañadas de divisas, que representan un vasto fresco cáustico de la historia de Francia y de su tiempo, de la corte de Versalles, de su vida militar y amorosa, retratos de sus amigas, incluyendo a su hermosa prima, de grandes hombres de guerra y de él mismo como teniente general de los ejércitos del Rey ...

## Parque y jardines
El castillo está construido en un parque de 34 hectáreas, rodeado por un muro en 1818.
El jardin à la française, atribuido al arquitecto paisajista André Le Nôtre, fue restaurado en el siglo XVIII a su estado original del siglo XVII, con fuentes, parterres, setos de boj, estatuas, rosaledas antiguas, laberinto de setos...

Vistas del parque
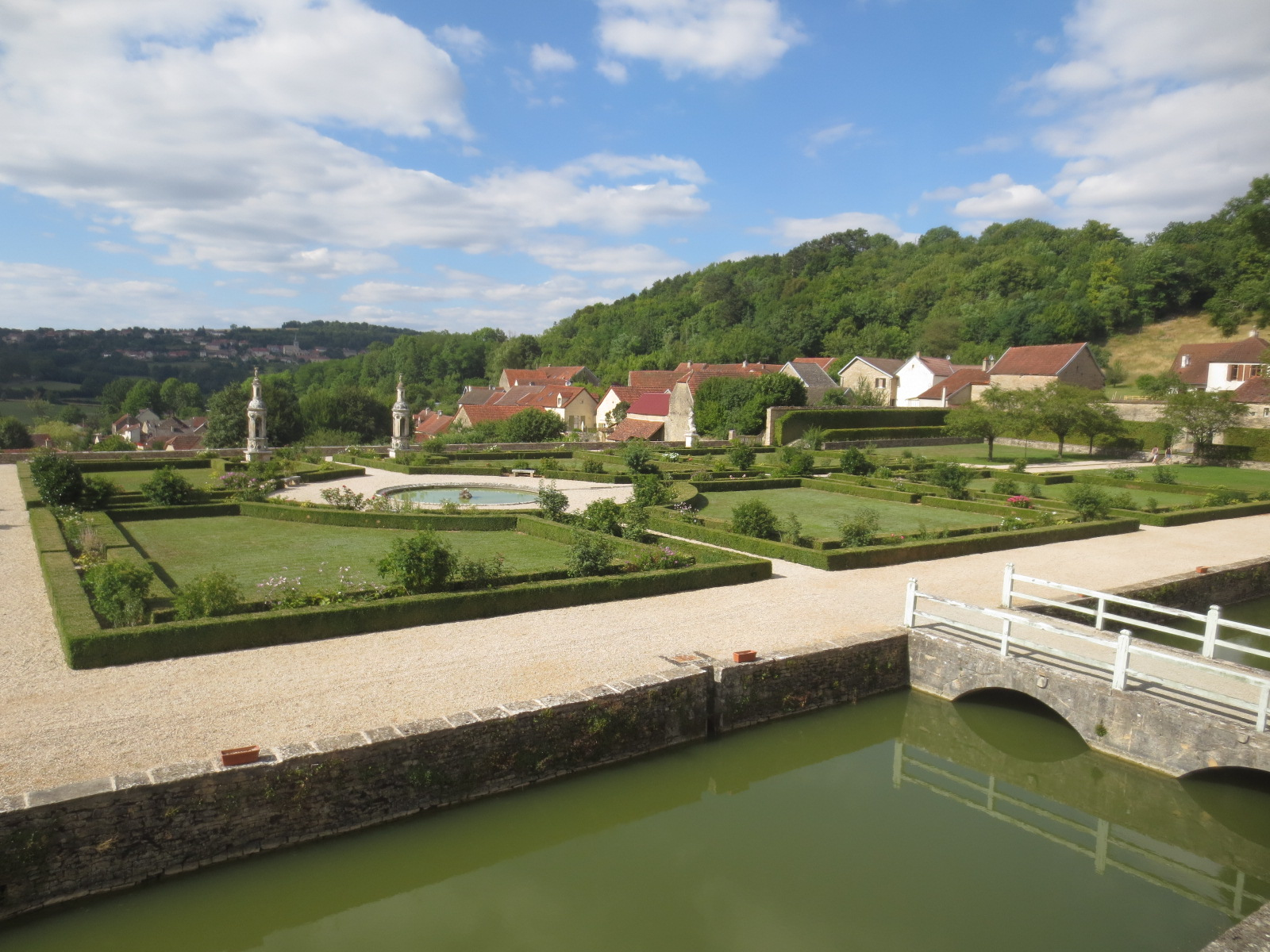
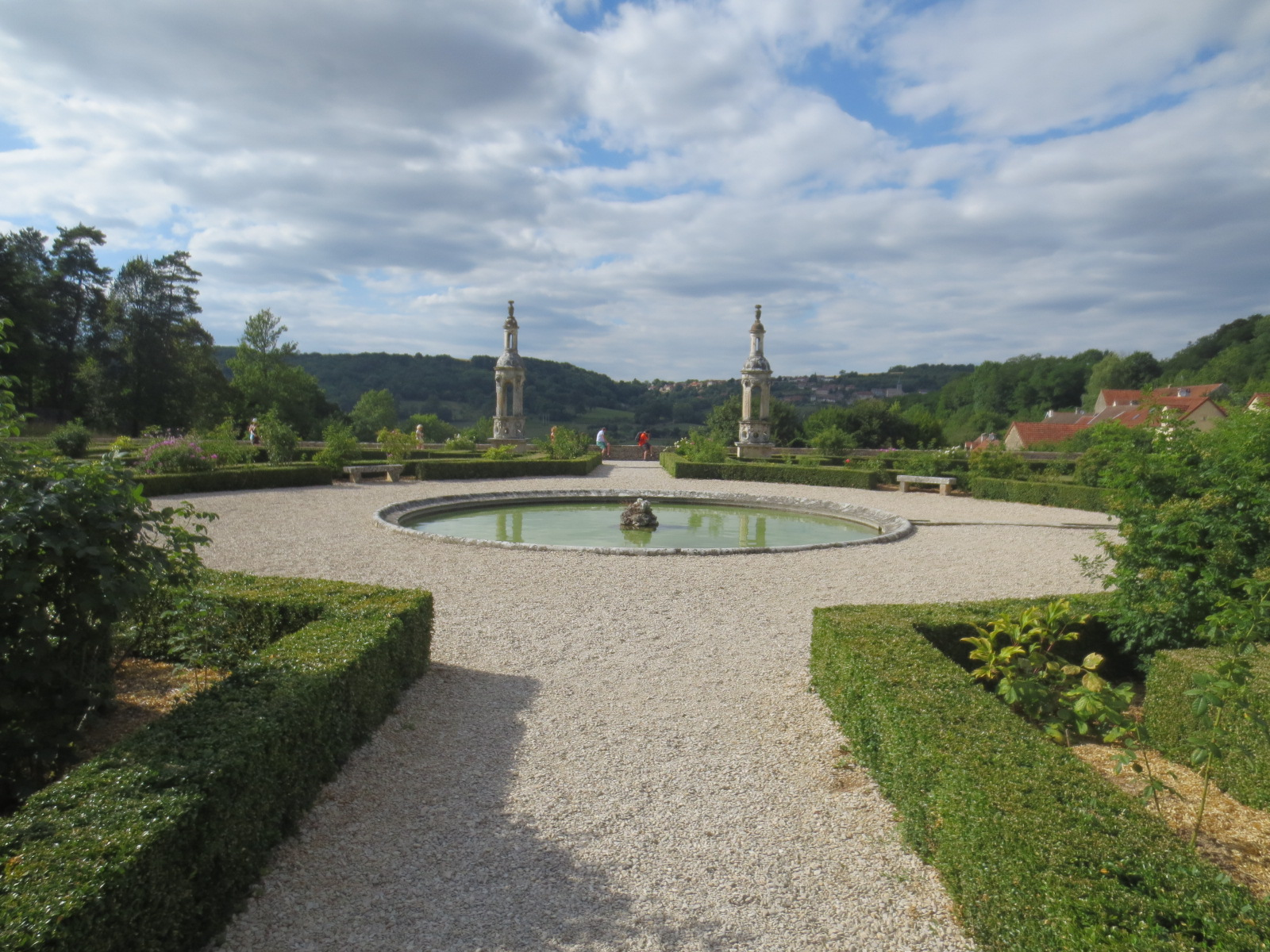
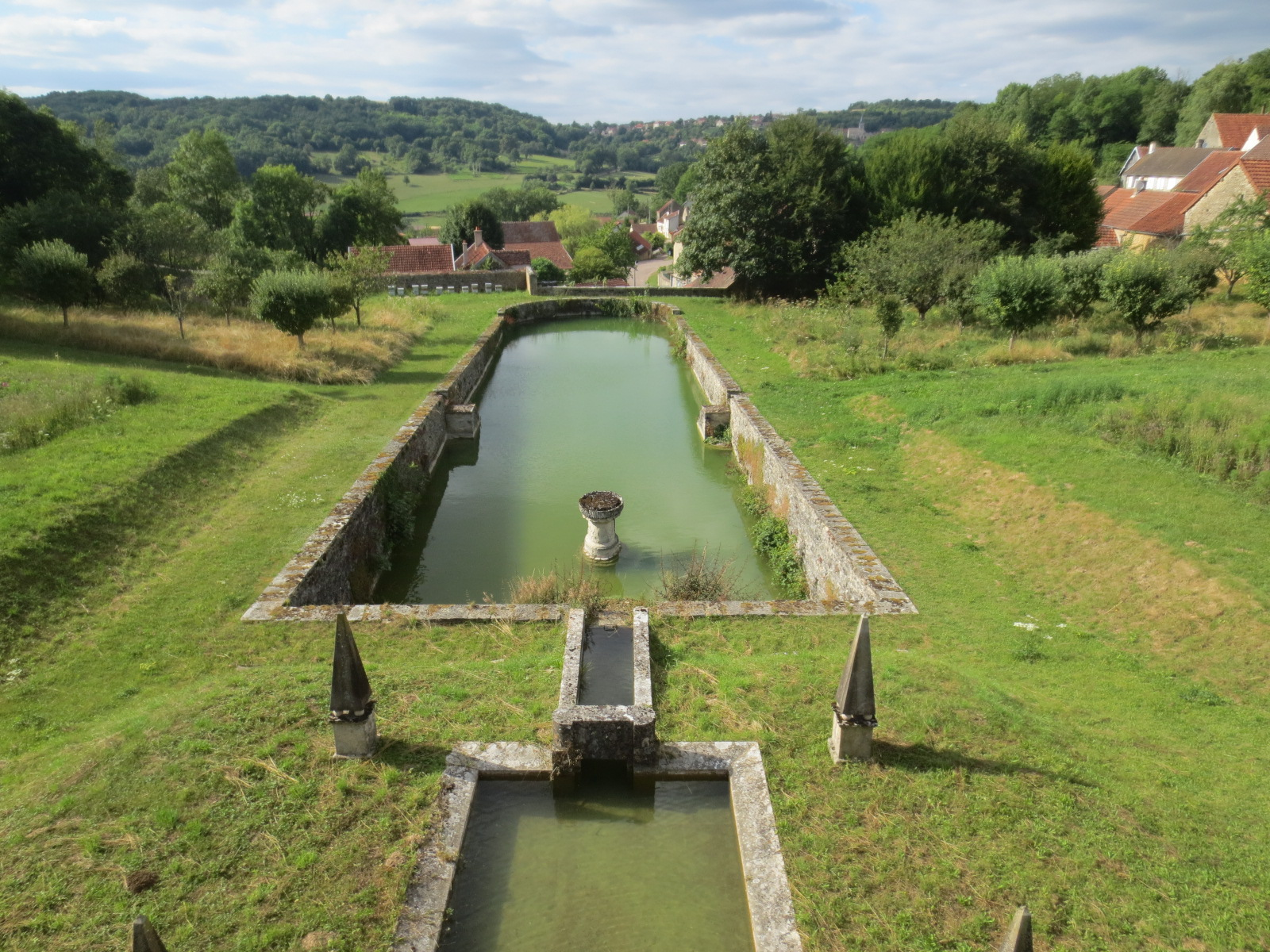
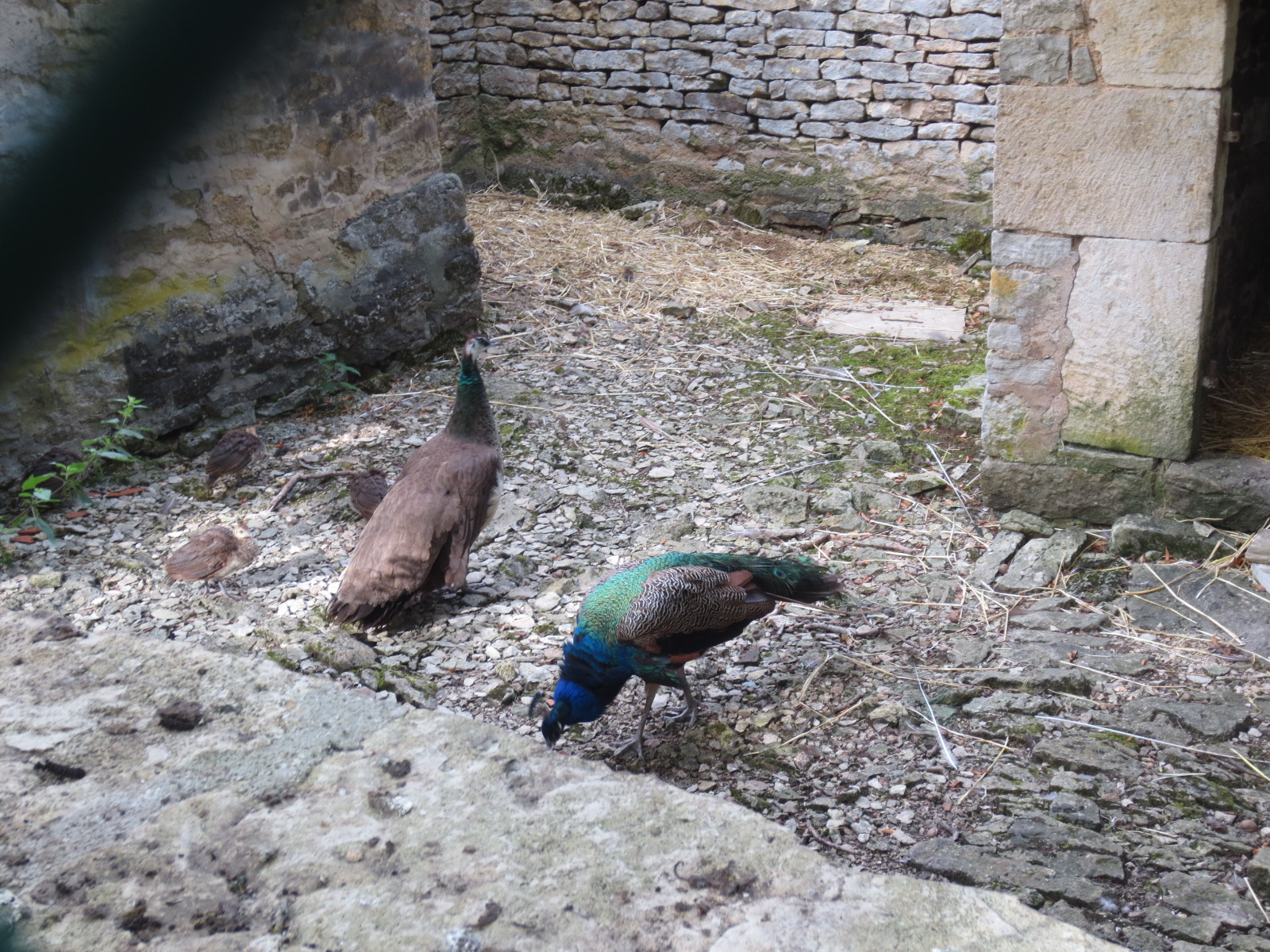